# Lehoczky András
Lehoczky András (Pozsony, 1741. szeptember 15. – Pozsony, 1813. április 23.) ügyvéd, genealógus, a latin nyelven írt magyar családtan első úttörője.

## Élete
Apja Lehoczky Dániel ügyvéd, békési országgyűlési követ volt. Anyja Mikos N., Mikos Mihály pozsonyi tanácsos lánya volt.
Hárman voltak testvérek. 
Felesége Mazsári lány volt. Gyermekük nem született.
Iskoláinak befejeztével Pesten volt ügyvéd, majd Nagyszombatban.
1782-ben a pesti királyi táblához került, mint a szegények ügyvédje.
1790-ben II. József császár kinevezte bírónak a nagyszombati kerületi táblához, később több megye táblabírója is volt.
Több genealógiai munkát és közigazgatási és jogi bibliográfiát is kiadott.

## Főbb művei
- Stemmatographia nobilium familiarum regni Hungariae... (I.-II. kötet 1796-1798)
- Index scriptorum publico-politico juridicorum (1803) Online